# 羅馬斯·烏巴塔斯
羅馬斯·烏巴塔斯（Romas Ubartas，1960年5月26日—，出生於帕內韋日斯）是已退役的立陶宛铁饼選手，在1990年立陶宛脫離蘇俄獨立之前，是以蘇俄铁饼選手參賽。曾在1988年首爾奧運為蘇聯獲得铁饼銀牌，在1992年巴賽隆納奧運為立陶宛獲得铁饼金牌。個人最佳紀錄是70.06米，是於1988年5月8日在立陶宛的斯馬利寧凱所創下。他也曾在1986年奪得歐洲錦標賽的鐵餅冠軍。在立陶宛還是蘇聯的一部份時，烏巴塔斯曾在维尔纽斯的迪納摩體育會內受訓。1993年時，他在德國的世界田徑錦標賽獲得第四名，隔月興奮劑檢測不通過，因此世界田徑錦標賽取消資格，之後禁賽四年。

## 成就
| 年          | 賽事         | 舉辦城市       | 名次      | 項目      | 記錄      |
| 代表 苏联   | 代表 苏联    | 代表 苏联      | 代表 苏联 | 代表 苏联 | 代表 苏联 |
| ----------- | ------------ | -------------- | --------- | --------- | --------- |
| 1986年      | 歐洲錦標賽   | 西德斯图加特   | 第1名     | 鐵餅      | 67.08米   |
| 1987年      | 世界錦標賽   | 義大利罗马     | 第6名     | 鐵餅      | 65.50米   |
| 1988年      | 奧運         | 韓國首爾       | 第2名     | 鐵餅      | 67.48米   |
| 1990年      | 友好运动会   | 美国西雅圖     | 第1名     | 鐵餅      | 67.14米   |
| 代表 立陶宛 |              |                |           |           |           |
| 1992年      | 奧運         | 巴塞罗那       | 第1名     | 鐵餅      | 65.12米   |
| 1998年      | 歐洲錦標賽   | 匈牙利布达佩斯 | 第9名     | 鐵餅      | 61.66米   |
| 2001年      | 世界錦標賽   | 加拿大埃德蒙顿 | 第14名    | 鐵餅      | 61.49米   |
| 2002年      | 立陶宛錦標賽 | 立陶宛考那斯   | 第2名     | 鐵餅      | 52.60米   |

## 外部連結
- Romas Ubartas在的頁面